# Brzozów
Brzozów là một thị trấn thuộc huyện Brzozowski, tỉnh Podkarpackie ở đông-nam Ba Lan. Thị trấn có diện tích 11 km². Đến ngày 1 tháng 1 năm 2011, dân số của thị trấn là 7579 người và mật độ 661 người/km².